# フョードル・カリン
フョードル・ヤコヴレヴィッチ・カリン（ロシア語: Федор Яковлевич Карин、1896年 - 1937年8月21日）は、ソ連の職業的諜報員、チェキスト、軍人。軍団委員。
本名は、トドレス・クルチャンスキー（ロシア語: Тодрес Янкелевич Крутянский）。

## 経歴
ベッサラビア県ススレヌィ村に生まれる。16歳の時から弁護士事務所で事務員として働く。1915年、ルーマニアに出国し、逮捕される。
二月革命後、ロシアに帰国し、1918年、赤軍に入隊する。ウクライナ・ソビエト社会主義共和国調達非常委員会、ウクライナ共産党（ボリシェヴィキ）中央委員会附属ベッサラビア局で働き、第1ベッサラビア旅団の偵察中隊を指揮し、全ウクライナ刑事捜索委員となった。
1919年からチェーカーに移り、ベッサラビア・チェーカー、ヴェーチェーカー特別課で働いた。1921年から外国課。1922年～1924年、ルーマニア、オーストリア、ブルガリアで非合法業務。1924年からソ連総領事館職員をカバーに、在ハルビンOGPU外国課支局長。1927年～1933年、コードネーム「ジャック」の下で、アメリカ、ドイツ、フランスで非合法業務。非合法業務の際、アルトゥール・アルトゥゾフの弟、ルドルフ・フラウチのスイス・パスポートを利用した。アルトゥゾフは、カリンを「ソ連最良の諜報組織者の十本の指に入る」と考えていた。1934年、OGPU外国課第1班長。
1934年5月、アルトゥゾフと共に労農赤軍本部第4局に移る。1935年1月から労農赤軍情報局第2（東方）課長となり、リヒャルト・ゾルゲ（「ラムゼイ」）の日本での任務遂行の準備を指揮した。
1937年5月16日、大粛清において、逮捕される。内務人民委員、ソ連検事、最高裁判所軍事部会議長から成る委員会により死刑を言い渡され、8月21日に銃殺される。
1956年、名誉回復。

## パーソナル
「チェーカー・GPU名誉職員」記章2個受賞。
妻のシーマ（ロシア語: Сима Александровнаも、同じくOGPU、NKVDの外国課で働いており、同じく1937年に逮捕され、ラーゲリ8年を言い渡された。1955年名誉回復。